# West End (teatru)
Teatrul West End este o noțiune folosită pentru a defini o parte din Londra în care se află principalele teatre londoneze, apreciate la nivel mondial.